# Lulu (Lou Reed e Metallica)
Lulu è un album in studio del cantautore statunitense Lou Reed e del gruppo musicale statunitense Metallica, pubblicato il 31 ottobre 2011 nel mercato internazionale dalla Vertigo Records e il 1º novembre in quello statunitense dalla Warner Bros. Records.

## Antefatti
L'idea dell'album nacque nel 2009, quando Reed e i Metallica si incontrarono al venticinquesimo anniversario della Rock and Roll Hall of Fame. In quell'occasione si diffusero diverse voci di corridoio su una possibile collaborazione tra il cantautore e il gruppo per la realizzazione di un album. La conferma arrivò a febbraio 2011, quando Kirk Hammett ha rivelato che il prossimo album del gruppo non sarebbe stato «un disco dei Metallica al 100%» e che sarebbe stato presentato a maggio dello stesso anno. Il nome di Reed venne rivelato a giugno.

## Descrizione
Suddiviso su due dischi, Lulu è ispirato all'omonima opera teatrale di Alban Berg ed era stato originariamente concepito da Reed per una possibile produzione teatrale a Berlino fino a quando non ha proposto il progetto ai Metallica a seguito del loro incontro al sopracitato Rock and Roll Hall of Fame.
Il disco rappresenta inoltre l'ultima pubblicazione di Reed prima della sua morte avvenuta nel 2013.

## Promozione
Lulu è stato annunciato nell'agosto 2011, mentre la relativa copertina e lista tracce sono state rivelate nel corso del mese successivo. Il 26 settembre è stato presentato il singolo The View, uscito per il solo download digitale; il brano è stato accolto negativamente dai fan, al punto che il NZ Herald ha evidenziato come la versione audio pubblicata su YouTube presentasse circa il doppio di "Non mi piace" rispetto ai "Mi piace" sulla piattaforma stessa. Non tutte le reazioni alla canzone sono state negative: Rolling Stone assegnò al brano 4 stelle su 5, mentre Artistdirect diede un voto di 4,5 su 5.
Il 18 ottobre dello stesso anno sono state rese disponibili per ascolto le anteprime di tutti i restanti brani dell'album, mentre l'11 novembre i due artisti hanno presentato Lulu attraverso un concerto speciale tenuto in Germania per conto dell'emittente radiofonica 1LIVE.
Il 3 novembre 2011 Lou Reed e i Metallica hanno annunciato la collaborazione con il regista Darren Aronofsky per la realizzazione di un video musicale per Iced Honey, idea successivamente cambiata con The View, diffuso il 3 dicembre dello stesso anno.

## Accoglienza
| Recensione           | Giudizio   |
| -------------------- | ---------- |
| AllMusic             |            |
| Entertainment Weekly | D          |
| Montreal Gazette     |            |
| NME                  |            |
| Pitchfork            |            |
| Q                    |            |
| Rolling Stone        |            |
| Spin                 |            |
| The Atlantic         | favorevole |
| The Daily Telegraph  |            |

L'album riscosse parecchie critiche negative nelle varie riviste di settore, riassunte dal punteggio di 44 su 100 di Metacritic; il critico Stuart Berman di Pitchfork ha assegnato un rarissimo 1.0, scrivendo «Per tutta l'ilarità che dovrebbe derivarne qui, Lulu è un fallimento frustrante, ma nobile. Audace alle estreme conseguenze, ma stancante e noioso, di conseguenza, le sue poche idee interessanti sono tese oltre il punto di utilità e pestate alla sottomissione».

### La risposta del gruppo
Lou Reed dichiarò che i fan dei Metallica minacciarono di sparargli a causa della collaborazione in Lulu. In risposta a questa reazione negativa per l'album, Reed ha commentato: «Dopo la pubblicazione di Metal Machine Music, tutti fuggirono. E quindi? Io realizzo musica per divertirmi». Lars Ulrich ha osservato le critiche negative dell'album ma non si è dimostrato preoccupato per questo: 
 Inoltre ha aggiunto che la poesia di Lou Reed «non è per tutti».

## Tracce
Testi di Lou Reed, musiche di Lou Reed, James Hetfield, Lars Ulrich, Kirk Hammett e Robert Trujillo.
CD 1
1. Brandenburg Gate – 4:19
2. The View – 5:17
3. Pumping Blood – 7:24
4. Mistress Dread – 6:51
5. Iced Honey – 4:36
6. Cheat on Me – 11:26

CD 2
1. Frustration – 8:34
2. Little Dog – 8:01
3. Dragon – 11:08
4. Junior Dad – 19:29

## Formazione
Gruppo
- Lou Reed – chitarra, continuum, voce
- Metallica
  - James Hetfield – chitarra, voce
  - Lars Ulrich – batteria
  - Kirk Hammett – chitarra
  - Robert Trujillo – basso

Altri musicisti
- Sarth Calhoun – elettronica
- Jenny Scheinman – violino, viola, arrangiamento
- Megan Gould – violino
- Ron Lawrence – viola
- Marika Hughes – violoncello
- Ulrich Maas – violoncello (tracce 7 e 8)
- Jessica Troy – viola (traccia 10)
- Rob Wasserman – contrabbasso elettrico (traccia 10)

Produzione
- Lou Reed – produzione
- Metallica – produzione
- Hal Wilner – produzione
- Greg Fidelman – produzione, registrazione, missaggio
- Mike Gillies – registrazione
- Jim Monti – ingegneria del suono aggiuntiva
- Dan Monti – ingegneria del suono aggiuntiva
- Sara Lyn Killion – ingegneria del suono aggiuntiva
- Kent Matcke – ingegneria del suono aggiuntiva
- Geoff Neal – assistenza al missaggio
- Lindsay Chase – coordinazione al missaggio
- Vlado Meller – mastering

## Successo commerciale
Negli Stati Uniti d'America l'album esordì al numero 36 della Billboard 200, vendendo 13 000 copie nella prima settimana di vendita. Risulta essere l'album nella prima settimana di vendita più basso della carriera dei Metallica. Lulu inoltre debuttò al numero 36 sulla Official Albums Chart britannica, vendendo 6 019 copie nella sua prima settimana nel Regno Unito. Altrove, l'album ha esordito nella Top 20 delle classifiche in sette paesi.

## Classifiche
| Classifica (2011)          | Posizione massima |
| -------------------------- | ----------------- |
| Australia                  | 33                |
| Austria                    | 11                |
| Belgio (Fiandre)           | 17                |
| Belgio (Vallonia)          | 14                |
| Canada                     | 25                |
| Croazia                    | 4                 |
| Danimarca                  | 13                |
| Finlandia                  | 16                |
| Francia                    | 23                |
| Germania                   | 6                 |
| Irlanda                    | 36                |
| Italia                     | 9                 |
| Messico                    | 33                |
| Norvegia                   | 11                |
| Nuova Zelanda              | 12                |
| Paesi Bassi                | 17                |
| Portogallo                 | 8                 |
| Regno Unito                | 36                |
| Regno Unito (rock & metal) | 2                 |
| Repubblica Ceca            | 4                 |
| Spagna                     | 12                |
| Stati Uniti                | 36                |
| Stati Uniti (rock)         | 10                |
| Svezia                     | 9                 |
| Svizzera                   | 14                |